# Кидиаба, Мутеба
Ро́берт Кидиа́ба Муте́ба (фр. Robert Kidiaba Muteba, 1 февраля 1976, Лубумбаши) — конголезский футболист, вратарь. Выступал за сборную ДР Конго.

## Карьера

### Клубная
Мутеба Кидиаба родился в Лубумбаши, но спортивную карьеру начал в составе команды «Сент Люк» из Кананги. С 2002 года выступал в составе домашней для себя команды «ТП Мазембе». В её составе Кидиаба семь раз становился чемпионом страны (2006, 2007, 2009, 2011, 2012, 2013, 2014), дважды выигрывал суперкубок (2013, 2014). На континентальной арене выиграл две африканские Лиги чемпионов (2009, 2010) и два Суперкубка КАФ (2010, 2011).
В 2010 году Кидиаба был основным голкипером «Мазембе» на Клубном чемпионате мира. Там он смог в двух матчах отстоять свои ворота в неприкосновенности, что позволило его команде впервые в истории африканского футбола выйти в финал этого турнира. В решающем матче футболисты «Мазембе» не смогли ничего противопоставить итальянскому «Интеру» и уступили им со счётом 0:3.

### Международная
В составе национальной сборной ДР Конго Кидиаба дебютировал в 2002 году. В 2009 году помог своей команде стать первым победителем чемпионата африканских наций, а в начале 2015 года, уже будучи капитаном сборной, Мутеба завоевал бронзовые медали Кубка африканских наций.

## Интересные факты
Мутеба Кидиаба знаменит экстравагантным поведением на поле, а в частности необычным празднованием голов, которое называется «Вum shuffle». Отмечая голы своей команды, Кидиаба садится на газон и прыгает в такой позе по своей штрафной площади. Подобное празднование он демонстрировал на Кубках Африки 2013 и 2015 годов. Во время серии пенальти в матче за третье место на Кубке Африки-2015 Кидиаба исполнял сальто перед ударами соперника.